# Statens byggnadsbyrå
Statens byggnadsbyrå, inrättad 1917, hade till uppgift att fördela och kontrollera användningen av subventions- och lånemedel ur statens bostadslånefond. 
Byrån, som i början var en avdelning av Statens industrikommission, blev i juli 1918 självständig och sorterade under Socialdepartementet. 

## Historik
Byrån behandlade i en så kallad förprövning kommunernas inkomna ansökningar om byggnadshjälp (åt kommunerna själva, bolag, föreningar, stiftelser eller enskilda) och ingav hos K. M:t förslag till beloppens fördelning mellan kommunerna. Kommuns därefter inkomna förslag till understödens fördelning mellan olika byggnadsföretagare samt ritningar, arbetsbeskrivningar och kostnadsberäkningar för de olika byggnaderna granskades av byrån. 
Alla förslagsritningar granskades dessutom i detalj av en för ändamålet särskilt anställd arkitekt. De framställda anmärkningarna (vanligen åtföljda av en ritningsskiss) delgavs byggnadsföretagarna till ledning, men ej att ovillkorligen följas. 
För att höja småhusbyggandet gavs två typsamlingar ut. Åren 1917–1924 beviljades understöd och lån till byggande av 19.314 lägenheter med 58.660 eldstäder till ett sammanlagt belopp av 66,6 miljoner kr. 